# Cone medular
O cone medular corresponde a porção terminal da medula espinal. Situa-se entre 1º e 2º vértebras lombares. A síndrome do cone medular é uma coleção de sinais e sintomas associados com a lesão do cone medular, podendo causar paresia (diminuição do movimento) e diminuição ou perda total da sensibilidade das pernas.
Outra patologia que pode acometer o cone medular é a esquistossomose medular.
1. ↑  «Visão geral dos distúrbios da medula espinal - Distúrbios neurológicos». Manuais MSD edição para profissionais. Consultado em 25 de março de 2024
2. ↑  «Esquistossomose pode afetar medula e causar sintomas neurológicos; entenda». www.uol.com.br. Consultado em 25 de março de 2024